# Promoresia tardella
Promoresia tardella är en skalbaggsart som först beskrevs av Henry Clinton Fall.  Promoresia tardella ingår i släktet Promoresia och familjen bäckbaggar. Inga underarter finns listade i Catalogue of Life.